# Úrcal
Úrcal es una localidad y pedanía española perteneciente al municipio de Huércal-Overa, en la provincia de Almería.
Se encuentra a 9 km de Huércal-Overa. La autovía del Mediterráneo (A-7) discurre muy cerca y está conectada a esta pedanía por la salida n.º 563 (Úrcal – Las Norias).

En ella viven 495 habitantes, con una numerosa comunidad de residentes de origen británico. Se dedican principalmente a la agricultura tradicional (olivo y almendro), y a la ganadería, con un gran número de granjas para el engorde de cerdos y pollos.

## Historia
A finales de enero de 2005 aparecieron en la zona unos restos que los expertos creen que podría tratarse de las ruinas de una importante urbe romana, de nombre Urci, que nunca ha sido hallada y que posiblemente podría encontrarse bajo las construcciones de la actual pedanía huercalense. Lo que puede ser una villa de origen romano o incluso una población completa de este periodo histórico.[cita requerida]
Esto ha sido posible ya que la zona está sufriendo una profunda transformación, por el cambio de uso del suelo. Los tradicionales cultivos están siendo sustituidos por nuevas construcciones unifamiliares enfocadas principalmente al turismo.

## Demografía
Según el Instituto Nacional de Estadística de España, en el año 2020 Úrcal contaba con 495 habitantes censados, lo que representa el 2,55% de la población total del municipio.

## Infraestructuras
Hay un consultorio auxiliar médico, un parque, una pequeña pista de polideportivo al aire libre y el colegio rural CPR "Las Estancias".

## Cultura

### Fiestas
Tradicionalmente se celebraba siempre una subasta el segundo fin de semana de septiembre de todos los años con diversos productos que proporcionaban los propios habitantes de la pedanía. Al fin de semana siguiente, el tercero de cada septiembre, se celebran las fiestas de Úrcal.